# Haut-Rhin
Koordináták: é. sz. 47° 45′, k. h. 7° 15′47.750000°N 7.250000°E
Haut-Rhin (IPA: [oˈʁɛ̃]; elzásziul: Owerelsàss, németül: Oberelsass vagy Hoch-Rhein) megyét (Felső-Rajna) az alkotmányozó nemzetgyűlés 1790. március 4-ei határozata nyomán hozták létre a francia forradalom idején.

## Elhelyezkedése
Franciaország északkeleti részén terül el, Grand Est régió (2015 végéig Elzász régió) része. A megyét északon a Bas-Rhin, keleten Baden-Württemberg, délnyugaton a Territoire de Belfort, nyugaton a Vosges megyék határolják. Határos továbbá keleten Bázellel, délen pedig a Jura kantonnal.

## Települések
A megye legnagyobb városai 2011-ben:

| Település   | Népesség (fő, 2011) |
| ----------- | ------------------- |
| Mulhouse    | 110 351             |
| Colmar      | 67 409              |
| Saint-Louis | 20 127              |
| Illzach     | 14 596              |
| Wittenheim  | 14 194              |
| Rixheim     | 12 996              |
| Kingersheim | 12 779              |
| Riedisheim  | 12 301              |
| Guebwiller  | 11 461              |
| Cernay      | 11 268              |

## Képek

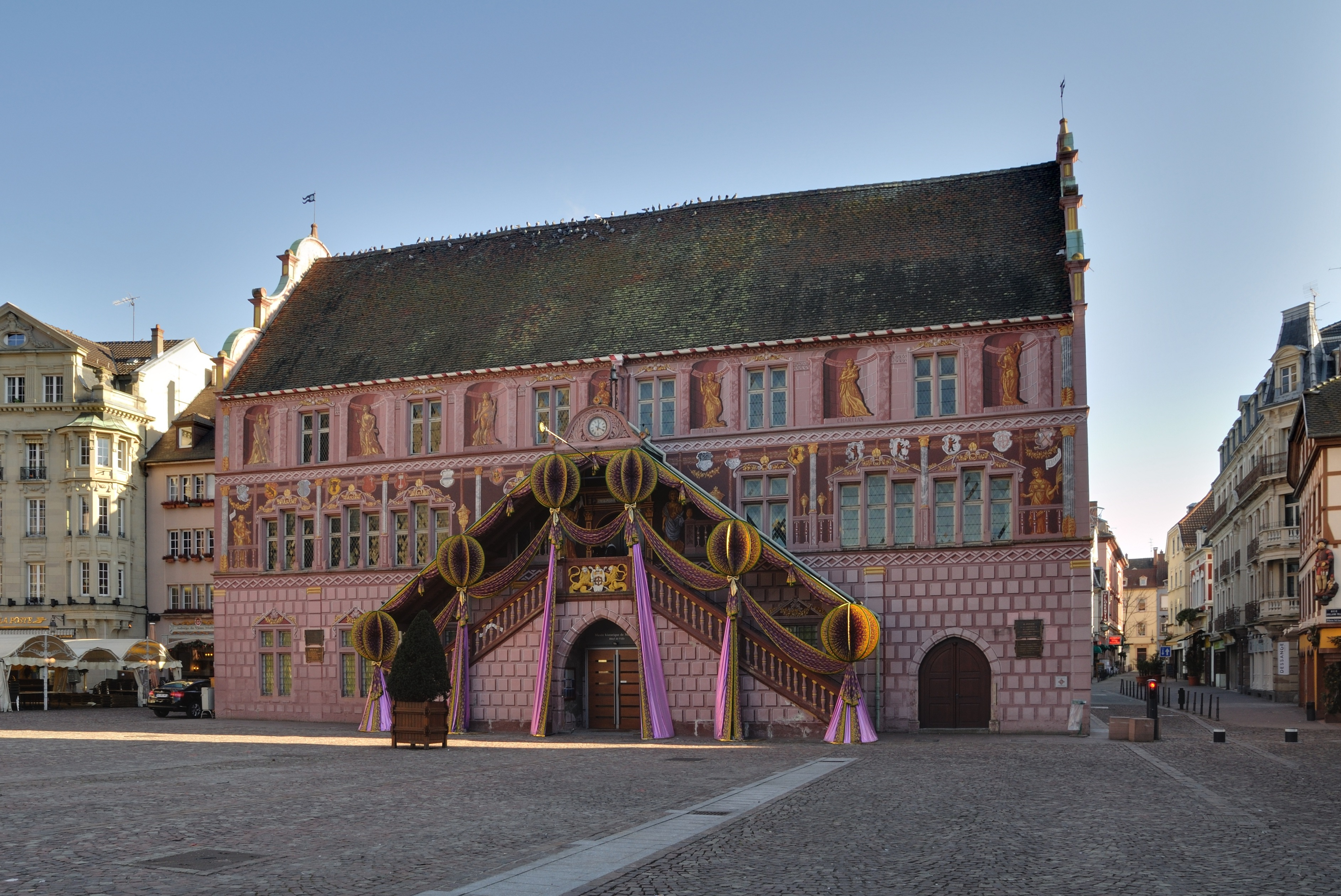
Régi városháza (16. század), Mulhouse
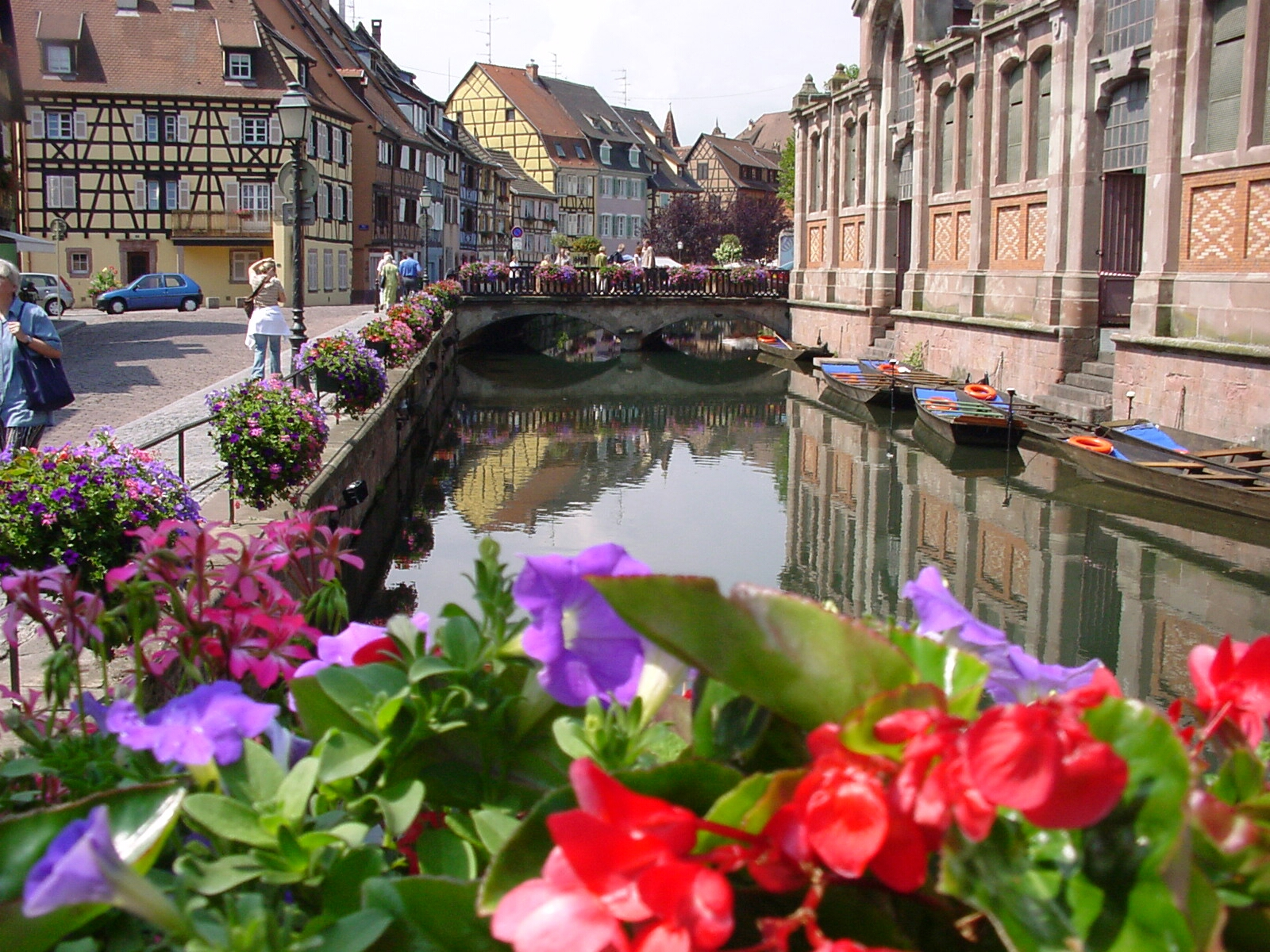
Városkép, Colmar
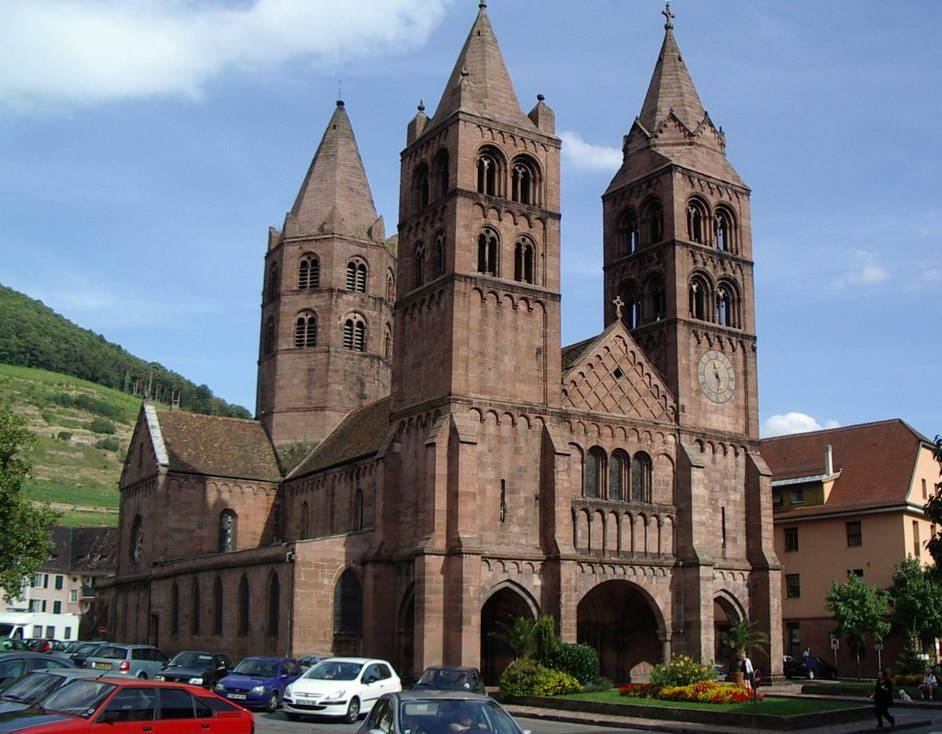
Saint-Léger-templom (13. század), Guebwiller
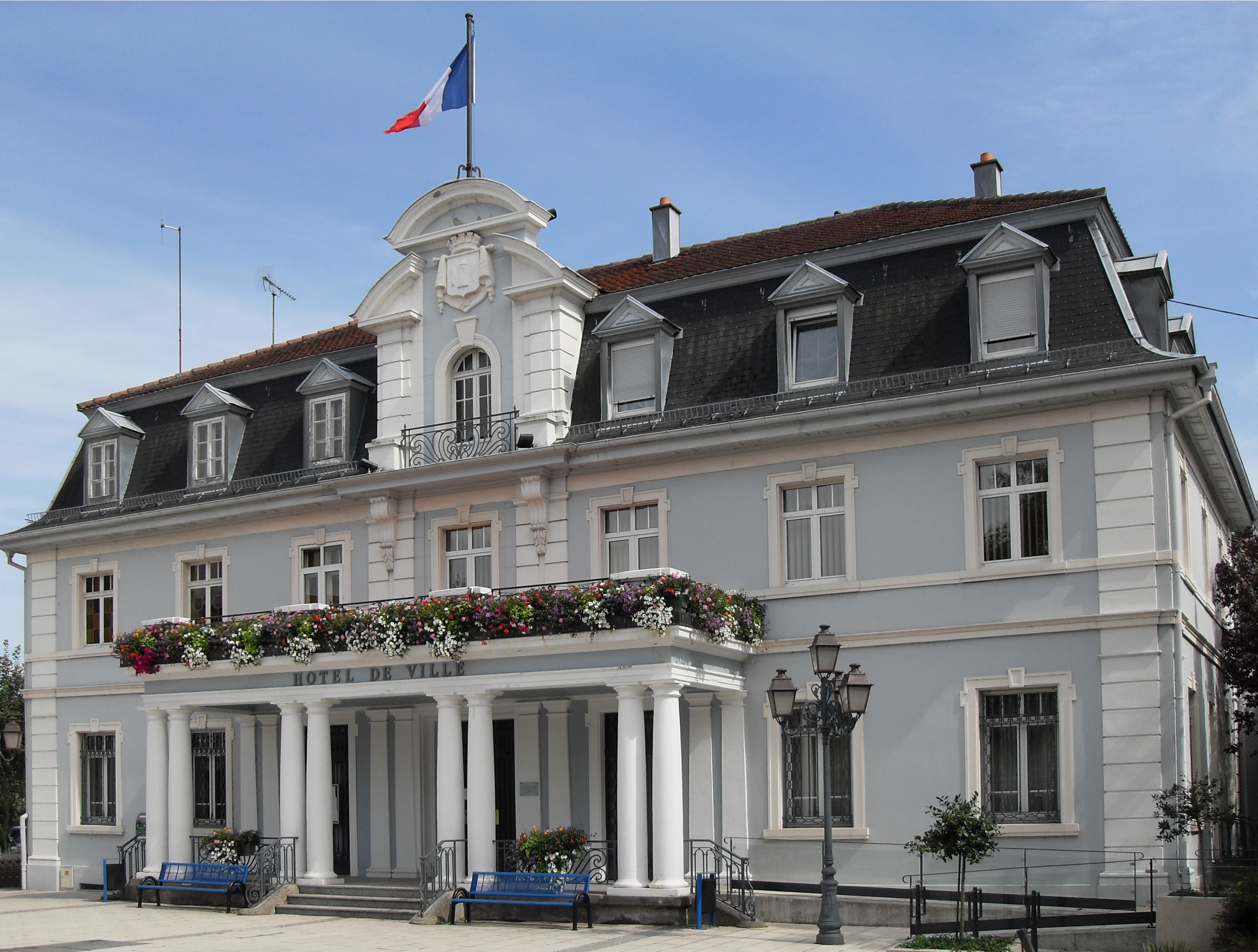
Városháza, Cernay